# Suzanne Voilquin
Jeanne Suzanne Monnier, más conocida como Suzanne Voilquin (París, 17 de diciembre de 1801-ibídem, diciembre de 1876 o enero de 1877), fue una periodista y escritora feminista francesa. 

## Biografía
Jeanne Suzanne Monnier nació en el seno de una familia parisina católica en 1801. Era hija de un sombrerero, antiguo revolucionario, que confía a su mujer ferviente católica la educación de sus hijas. Recibe instrucción primaria en la escuela de las Hijas de la Caridad, en el barrio de Sain Merri de París. Al final de su adolescencia vive las contradicciones de la fe católica y se forma con lecturas de los filósofos de la Ilustración. En su recorrido autodidacta y autónomo se encuentran las raíces a la religión sansimoniana.
En 1823 tras la muerte de su madre por cáncer, las hermanas Monnier deben abandonar el domicilio familiar a causa de la quiebra paterna y tienen que sobrevivir trabajando como bordadoras. Aconsejada por su cuñado Mallard, Suzanne decide casarse con un empleado de imprenta,  Eugène Voilquin. Se casa en 1825 a los 24 años. Pero su marido tiene la sífilis e impide a Suzanne quedarse embarazada.

### Sansimoniana
Suzanne Voilquin tiene 29 años cuando junto a su marido se une al movimiento sansimoniano en 1830. Aprecian la vida comunitaria. A Eugène la organización le confía una 
table d'hôtes en la calle Taitbout, en la una de las casas de la asociación. Es Suzanne quien dirigirá y gestionará este restaurante comunitario. La sala servía también para reuniones de los sansiminanos. Suzanne Voilquin está bien integrada en la comunidad y se encuentra entre los discípulos más entusiastas de Prosper Enfantin, con Cécile Fournel, Claire Bazard, Aglaé Santo-Hilaire, Deseada Véret, Casa-Reina Guindorf y Clorinde Rogé. Durante el cisma de Saint-Amand Bazard, se mantiene fiel a Enfantin pero pronto se encuentra excluida como las demás mujeres de las reuniones que solo se producen entre hombres en la casa de Ménilmontant donde se ha retirado Enfantin y sus discípulos varones.

### Periodista
Suzanne ofreció en sus textos y cartas mucha información sobre su vida y argumentos sobre sus decisiones.
A principios de agosto de 1832 dos jóvenes mujeres, Marie-Reine Guindorf y Désirée Véret, abandonaron la comunidad y decidieron crear un pequeño periódico semanal llamado La Femme Libre. El carácter feminista del periódico está presente desde el primer número, los artículos sólo están escritos por mujeres, obreras, que se reivindican proletarias y han decidido firmar solo con su nombre de pila, «el único que les pertenecía como propio» para desligarse de los apellidos y de sus maridos. Las fundadoras llaman a Suzanne que se incorpora al proyecto y publica en la segunda entrega de la revista con un artículo que ella considera tímido, en el que hace un llamamiento a las mujeres al combate pacífico contra los abusos del sexo fuerte.
Algún tiempo más tarde Marie-Reine Guindorf y Désirée Véret abandonan el periódico para sumarse al fourierismo y Suzanne Voilquin asume la dirección del mismo. Su primera decisión es de cambiar el título, La Femme Libre se convierte en Femme nouvelle Mujer nueva o La Tribuna de las mujeres. Suzane considera que el nuevo nombre es más ambiguo pero da menos pie a las bromas. Suzanne subraya que cambiará varias veces el nombre en funciones de los textos publicados. Entre las jóvenes que rodean a Suzanne, está Claire Démar, una joven apasionada que se suicidará el 3 de agosto de 1833 dejando el manuscrito Mi ley de futuro, que le será remitido a Suzanne por Enfantin. El texto huele a pólvora, Suzanne espera y no lo publica hasta la primavera de 1834, cuando ha decidido cerrar La Tribuna de las mujeres a los 33 años.

## Trabajos

### Obras publicadas
- Souvenirs d’une fille du peuple : ou, La saint-simonienne en Égypte, E. Sauzet, 1866 . Réédition F. Maspero, 1978.
- Mémoires d’une saint-simonienne en Russie (1839-1846), Paris, Des Femmes, 1977

### Artículos de prensa
- La femme nouvelle, 1e partie : "Apostolat des femmes" ; 2e partie : Tribune des femmes, Paris, [s.n.], 1832-1833 (Gallica bnf)